# Пятая четверть
«Пятая четверть» — советский цветной широкоэкранный кинофильм 1972 года, снятый режиссёром Григорием Ароновым. Фильм снят по одноимённой повести Геннадия Михасенко.
Вышел на экраны 30 декабря 1973 года.

## Сюжет
Ленинградский школьник Антон Зорин приезжает к старшему брату Леониду, работающему на строительстве Усть-Илимской электростанции. Здесь он встречает начальника стройки Кондрикова, о котором слышал ранее, и заводит дружбу с местным мальчиком Гошкой. Вместе они решают построить вертолёт и просят Кондрикова помочь с материалами. Хотя первый запуск не увенчался успехом, их энтузиазм вдохновляет и взрослых вокруг.

## В ролях
- Серёжа Горбовский — Антон
- Игорь Урумбеков — Гошка
- Юрий Толубеев — Кондриков
- Игорь Добряков — Леонид
- Татьяна Пискунова — Тамара
- Олег Белов — шофёр Кондрикова
- Света Агеева — Света
- В эпизодах:
- Елена Андерегг
- Борис Аракелов
- В. Астафьев
- Михаил Кокшенов
- Сергей Свистунов
- Юрий Соловьёв
- Олег Хроменков

## Съёмочная группа
- Автор сценария: Михаил Кураев
- Режиссёр-постановщик: Григорий Аронов
- Главный оператор: Эдуард Розовский
- Главный художник: Юрий Куликов
- Композитор: Надежда Симонян
- Автор текстов песен: Глеб Горбовский
- Звукооператор: Ирина Черняховская
- Режиссёр: В. Лощевский
- Оператор: В. Иванов
- Художник-декоратор: Ю. Ротин
- Художник по костюмам: Елена Амшинская
- Художник-гримёр: А. Хейфиц
- Монтажёр: Анастасия Бабушкина
- Ассистенты режиссёра: Ю. Лебедев, Ю. Трудников
- Ассистенты оператора: Юрий Орлюков, Игорь Клебанов
- Операторы комбинированных съёмок: Виталий Волчанский, Борис Тимковский
- Художник комбинированных съёмок: О. Николаев
- Мастер по свету: А. Гусев
- Консультант: Л. Аблогин
- Редакторы: Иннокентий Гомелло, Галина Попова
- Директор картины: Юрий Джорогов
- Оркестр Ленинградской Государственной филармонии (дирижёр Алексей Трифонов)

## Критика
Кинокритик Нина Игнатьева в своей рецензии на страницах журнала «Искусство кино», сравнивая этот фильм с «Ни дня без приключений», писала: «Из арсенала стандартов авторы фильма „Ни дня без приключений“ извлекают и юного формалиста, скроенного по давно знакомым меркам и фасонам, а создатели „Пятой четверти“ не обходятся без дежурного персонажа, роль которого — выведывать „тайны“ героев». По её мнению, единственное что оба эти фильмы объединяет — «слабая драматургия и невыразительная режиссура фильмов», в которых «участие таких актёров, как Ю. Толубеев и В. Санаев, интереснее самих фильмов».